# Agredolç

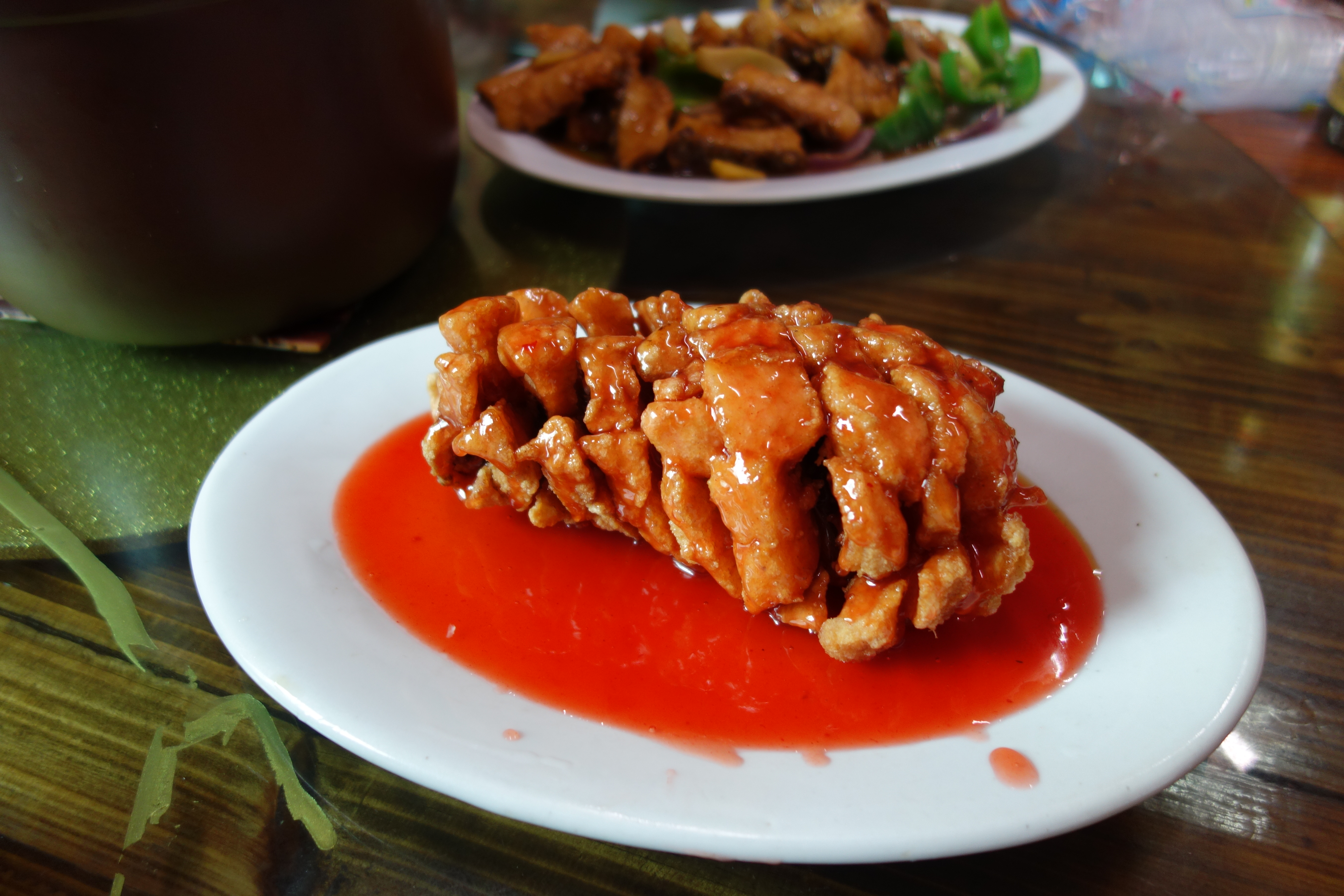
Peix fregit amb salsa agredolça.

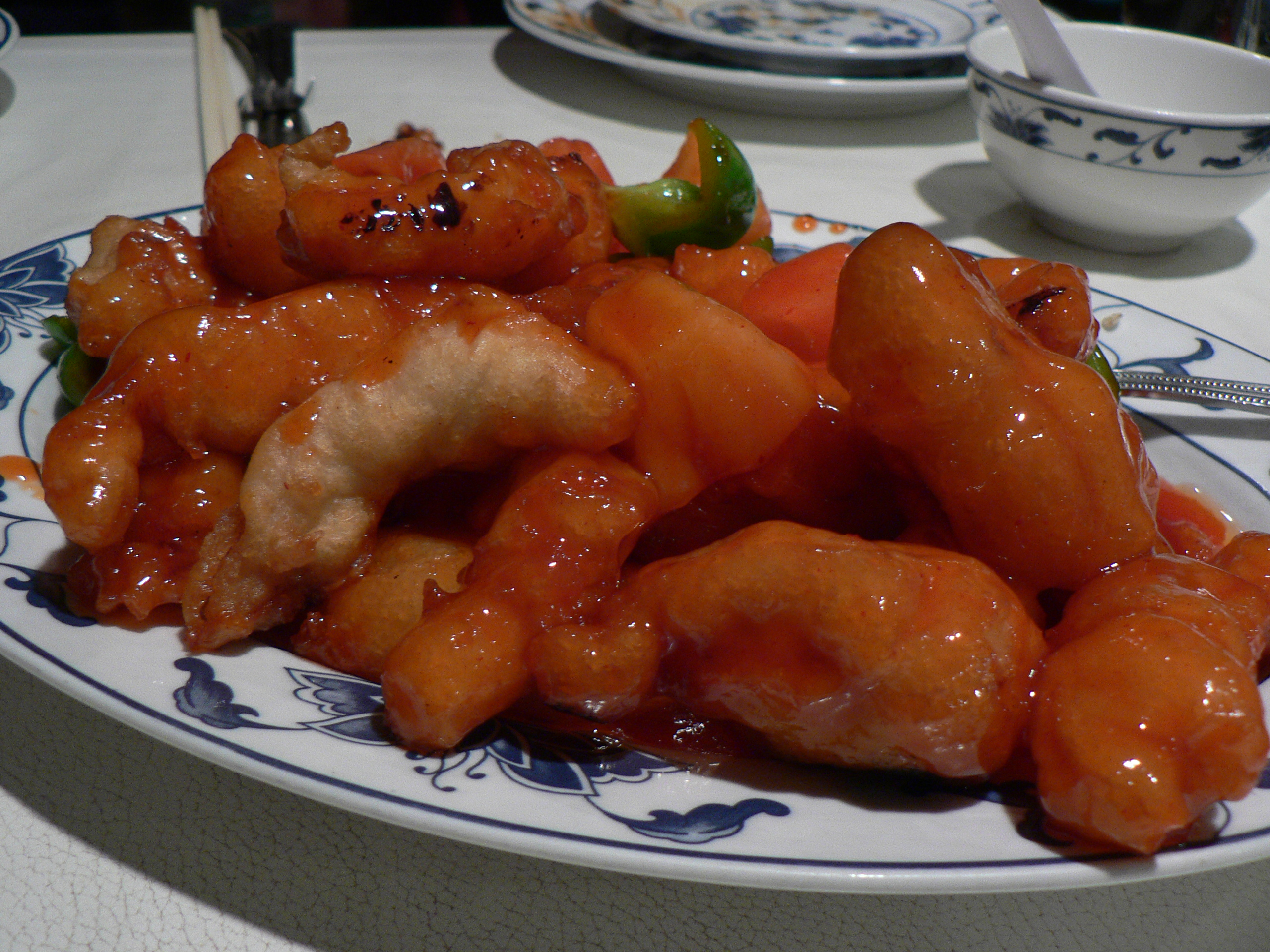
Pollastre agredolç.

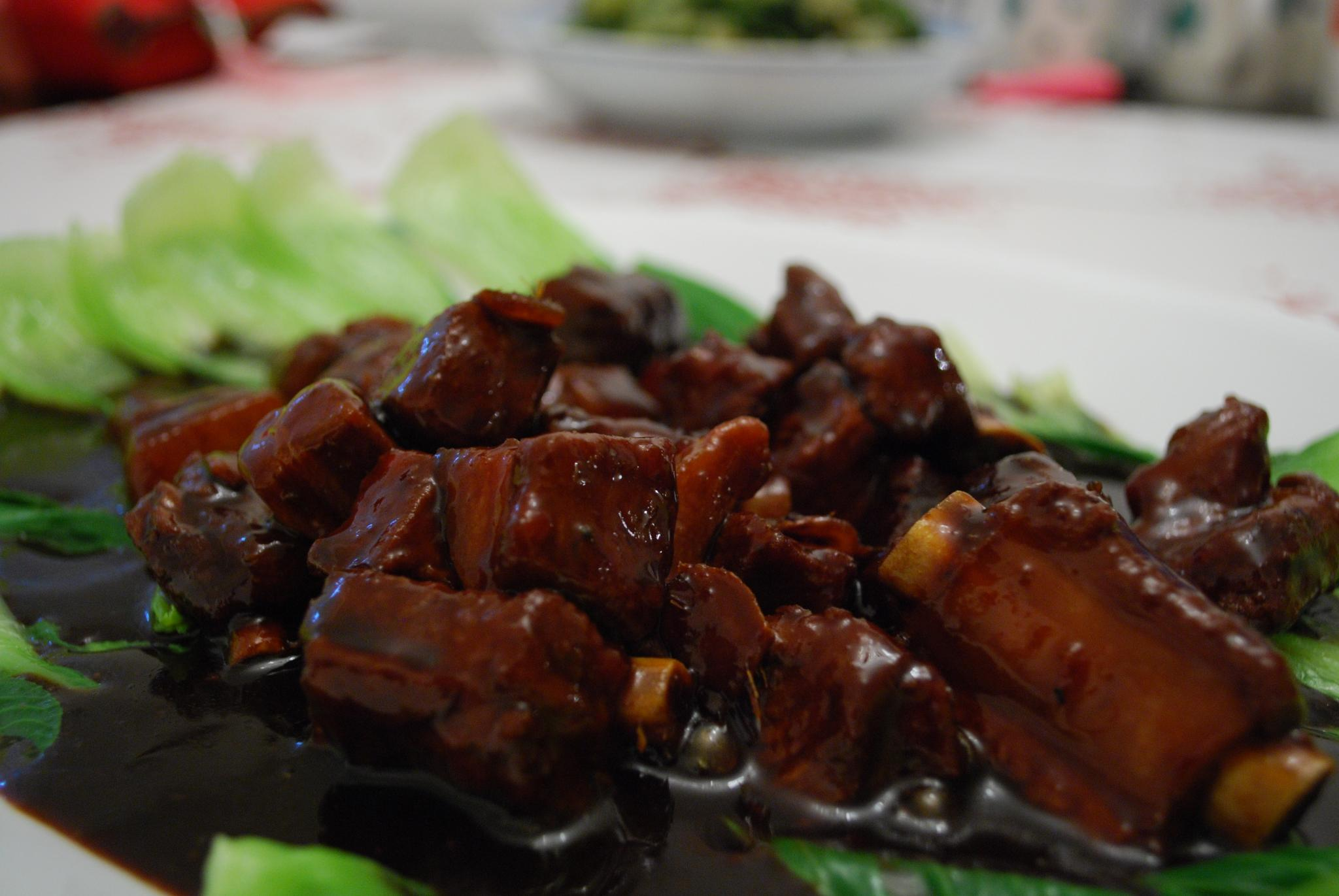
Costelles de porc agredolces.

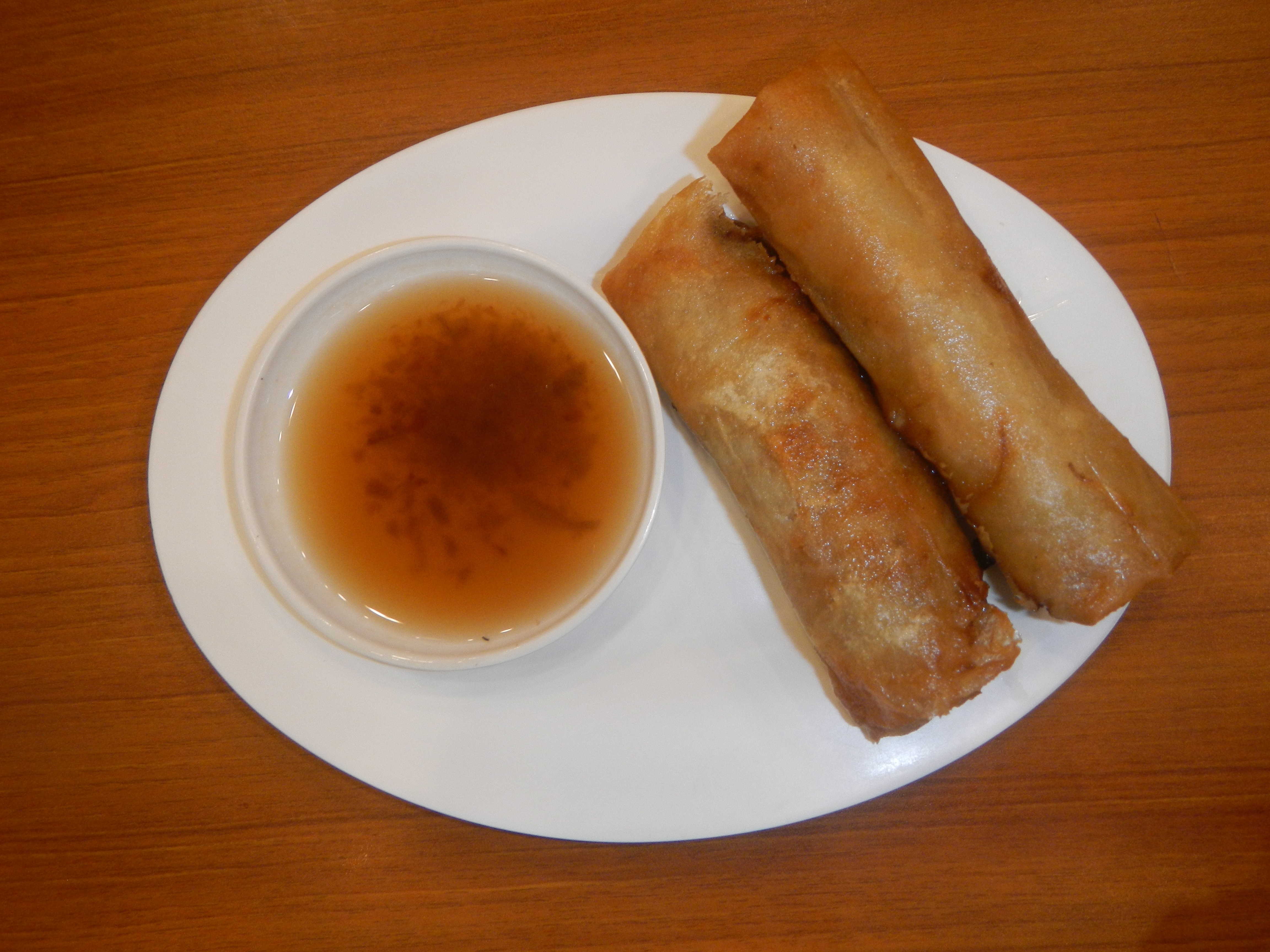
"Lumpia" filipins amb salsa per sucar "agre dulce".

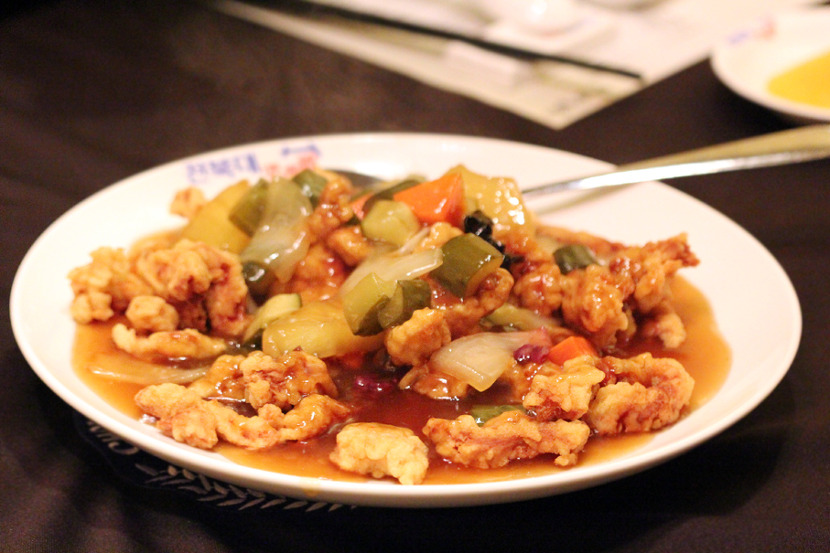
"Tangsuyuk" coreà de porc.

Agredolç (combinació de les paraules agre i dolç) és un terme genèric que engloba molts estils de salsa, cuina i mètodes de cocció. S'utilitza habitualment a l'Àsia oriental i Sud-oriental i s'ha utilitzat a Anglaterra des de l'edat mitjana. L'agredolç continua sent popular a Europa i a Amèrica. La salsa agredolça cantonesa és l'avantpassat directe de la salsa homònima a Occident i es va desenvolupar originalment per a porc agredolç. El reconegut xef de Hong Kong Leung King va incloure el següent com a recepta de salsa agredolça: vinagre d'arròs blanc, sal, caramels marrons xinesos, quètxup, salsa Worcestershire i salsa de soja fosca.

## Orient
Alguns autors diuen que la salsa agredolça original provenia de la província xinesa de Henan, però la salsa d'aquesta zona és una barreja de vinagre lleuger i sucre que no s'assembla a allò que la majoria de la gent, inclosos els xinesos, anomenaria agredolç. Molts llocs de la Xina utilitzen una salsa agredolça com a salsa de sucar per a peix i carn, en lloc de cuinada, com es troba habitualment a la cuina xinesa occidentalitzada.
El porc agredolç cantonès original està fet amb vinagre, prunes en conserva i caramels d'arç per a un color quasi escarlata i un sabor agredolç. Un plat relacionat amb aquest amb origen hongkonguès/cantonès són les costelles agredolces, i és idèntic en els mètodes excepte que s'utilitzen costelles en lloc dels lloms de porc.
A Corea del Sud, un plat de carn agra i dolça conegut com tangsuyuk és un dels plats xinocoreans més populars. Fets amb carn de porc o vedella, les peces tenen la mida d'una mossegada i es recobreixen generalment amb midó de patata o moniato, midó de blat de moro o farina d'arròs glutinós i es fregeixen en oli. El plat se serveix amb salsa agredolça, típicament feta bullint vinagre, sucre i aigua, amb varietat de fruites i verdures com pastanaga, cogombre, ceba, orelles de Judes i pinya. La pasta de midó s'utilitza per espessir la salsa.
A la cuina filipina, les salses agredolces es coneixen com agre dulce (en castellà de les Filipines) o agri dulci (en chavacano), i pot referir-se a plats cuinats amb la salsa. Aquesta es fa barrejant midó de blat de moro amb aigua, sal, sucre i un ingredient picant, típicament quètxup de tomàquet o de plàtan o pinya; la barreja es porta a ebullició i es cou a foc lent fins que espesseixi. També es poden afegir bitxos labuyo. Agre dulce s'utilitza habitualment com a salsa per sucar per a aperitius com lumpia o koy.

## Occident
Molts plats occidentals impliquen cuinar la carn amb una varietat d'ingredients per fer un plat agredolç complet a la manera del porc agredolç. Els plats més populars són els de porc i gambes. S'ha desenvolupat també a la cuina francesa, contràriament a les pràctiques i la preparació tradicionals de salsa agredolça d'aquesta gastronomia, que sovint implica submergir el menjar en una quantitat abundant de salsa.
A Anglaterra, les salses agredolces s'utilitzen en la seva gastronomia des de l'edat mitjana, amb receptes de carns agredolces i peixos al llibre de cuina de 1390 The Forme of Cury. A la cuina francesa, a la base de salsa agredolça feta amb sucre caramel·litzat i vinagre se li diu gastrique, mentre que "aigre-doux" és una salsa agredolça en general. Agrodolce és una salsa agredolça tradicional de la cuina italiana, i s'elabora reduint elements àcids i dolços, tradicionalment vinagre i sucre; de vegades, s'afegeixen aromes addicionals, com ara vi, fruita o fins i tot xocolata. Es pot utilitzar per xai, i servir-se sobre rigatoni o fideus amples, com els pappardelle.
Els restaurants populars de menjar ràpid com McDonald's, Burger King i Wendy's tenen les seves pròpies marques de paquets de salsa agredolça. Aquests s'ofereixen habitualment i s'utilitzen com a salsa de sucar per als "fingers" i els "nuggets" de pollastre.